# Bilobella digitata
Bilobella digitata is een springstaartensoort uit de familie van de Neanuridae. De wetenschappelijke naam van de soort is voor het eerst geldig gepubliceerd in 1968 door Cassagnau.